# J.H.J. Kording
Johannes Hendrik Jurgen Kording (Den Haag, 19 mei 1904 – Den Haag, 25 december 1989) was een Nederlands architect.
Hij slaagde in 1925 voor de avondcursus Middelbaar Technisch Onderwijs, waarna hij naar de Academie van Beeldende Kunsten in Den Haag ging. In 1929 voltooide hij daar de opleiding Architectuur. Vervolgens kreeg hij een aanstelling bij het Rijksbureau (later: Rijksinstituut) voor de Drinkwatervoorziening.
Kording heeft in de periode 1929-1959 diverse watertorens ontworpen, waaronder die in
- Berg en Dal, samen met A. Busselaar[4]
- Borne
- Den Helder (renovatie)
- Eibergen
- Helmond
- Oost-Souburg
- Oss
- Vlaardingen

In 1966 werd hij benoemd tot Officier in de Orde van Oranje-Nassau.